# Parmeliaceae
Famille
Les Parmeliaceae (Parméliacées, du grec parma, « petit bouclier rond ») sont une famille de champignons lichénisés. Avec 2 000 espèces environ réparties en 89 genres il s'agit de la plus importante famille de lichens, aux thalles essentiellement foliacés et fruticuleux. Parmi les formes les plus connues, elle comporte les parmélies, les usnées et la mousse d'Islande.

## Liste des genres
- Ahtiana Goward
- Alectoria Ach.
- Allantoparmelia (Vain.) Essl.
- Allocetraria Kurok. & M.Y. Lai
- Anzia Stizenb.
- Arctocetraria Kärnefelt & Thell
- Arctoparmelia Hale
- Asahinea W.L. Culb. & C.F. Culb.
- Brodoa Goward
- Bryocaulon Kärnefelt
- Bryoria Brodo & D. Hawksw.
- Bulborrhizina Kurok.
- Bulbothrix Hale
- Canoparmelia Elix & Hale
- Cavernularia Degel.
- Cetraria Ach.
- Cetrariastrum Sipman
- Cetrariella Kärnefelt & Thell
- Cetrariopsis Kurok.
- Cetrelia W.L. Culb. & C.F. Culb.
- Coelocaulon Link
- Coelopogon Brusse & Kärnefelt
- Cornicularia (Schreb.) Ach.
- Coronoplectrum Brusse
- Dactylina Nyl.
- Davidgallowia Aptroot
- Esslingeriana Hale & M.J. Lai
- Evernia Ach.
- Everniastrum Hale ex Sipman
- Everniopsis Nyl.
- Flavocetraria Kärnefelt & Thell
- Flavoparmelia Hale
- Flavopunctelia Hale
- Himantormia I.M. Lamb
- Hypogymnia (Nyl.) Nyl.
- Hypotrachyna (Vain.) Hale
- Imshaugia F.C. Mey.
- Kaernefeltia Thell & Goward
- Karoowia Hale
- Letharia (Th. Fr.) Zahlbr.
- Lethariella (Motyka) Krog
- Masonhalea Kärnefelt
- Melanelia Essl.
- Melanelixia O. Blanco, A. Crespo, Divakar, Essl., D. Hawksw. & Lumbsch
- Melanohalea O. Blanco, A. Crespo, Divakar, Essl., D. Hawksw. & Lumbsch
- Menegazzia A. Massal.
- Myelochroa (Asahina) Elix & Hale
- Neopsoromopsis Gyeln.
- Nephromopsis Müll. Arg.
- Nesolechia A. Massal.
- Nodobryoria Common & Brodo
- Omphalodiella Henssen
- Omphalodium Meyen & Flot.
- Omphalora T.H. Nash & Hafellner
- Oropogon Th. Fr.
- Pannoparmelia (Müll. Arg.) Darb.
- Parmelaria D.D. Awasthi
- Parmelia Ach.
- Parmelina Hale
- Parmelinella Elix & Hale
- Parmelinopsis Elix & Hale
- Parmeliopsis (Nyl.) Nyl.
- Parmotrema A. Massal.
- Parmotremopsis Elix & Hale
- Phacopsis Tul.
- Placoparmelia Henssen
- Platismatia W.L. Culb. & C.F. Culb.
- Pleurosticta Petr.
- Protoparmelia M. Choisy
- Protousnea (Motyka) Krog
- Pseudephebe M. Choisy
- Pseudevernia Zopf
- Pseudoparmelia Lynge
- Psiloparmelia Hale
- Psoromella Gyeln.
- Punctelia Krog
- Relicina (Hale & Kurok.) Hale
- Relicinopsis Elix & Verdon
- Sulcaria Bystr.
- Tuckermanella Essl.
- Tuckermannopsis Gyeln.
- Usnea Dill. ex Adans.
- Vulpicida Mattson & M.J. Lai
- Xanthoparmelia (Vain.) Hale